# Mavis Rivers
Mavis Chloe Rivers (* 19. Mai 1929 in Apia, Samoa; † 1992 in Los Angeles) war eine samoanische Sängerin.
Rivers machte als Sängerin erste professionelle Erfahrungen in Neuseeland, erste Aufnahmen entstanden für die Label Tanza und Zodiac. In den 1950er Jahren zog sie in die Vereinigten Staaten. Ende der 1950er bis Mitte der 1960er Jahre nahm sie für die Label Capitol, Reprise
und Vee Jay Records auf, dabei arbeitete sie u. a. mit den Arrangeuren Marty Paich, Mel Tormé und Nelson Riddle, außerdem legte sie ein Mildred-Bailey-Tributalbum mit einer Band unter der Leitung von Red Norvo vor. 1959 erhielt sie die Nominierung für den Grammy Award for Best New Artist. Sie ist die Mutter des Saxophonisten, Arrangeurs und Bandleaders Matt Catingub.

## Diskographische Hinweise
- Hooray for Love (Capitol, 1959)
- The Simple Life (Capitol, 1960)
- Take a Number (Capitol, 1960)
- Mavis Rivers Meets Shorty Rogers (1962)
- Mavis Rivers & Red Norvo – We Remember Mildred Bailey (Vee Jay Records, 1965) mit Red Norvo, Sweets Edison, Bill Harris, Eric Dixon, Wyatt Ruther, Don Abney, J. C. Heard
- Mavis Rivers & Marty Paich Orchestra – Mavis (Reprise)
- It's a Good Day (Delos, 1983)
- Matt Catingub  Feat. Mavis Rivers  – Your Friendly Neighborhood Big Band (Reference, 1984)